# Place des Célestines (Namur)
 (novembre 2022).
Si vous disposez d'ouvrages ou d'articles de référence ou si vous connaissez des sites web de qualité traitant du thème abordé ici, merci de compléter l'article en donnant les références utiles à sa vérifiabilité et en les liant à la section « Notes et références ».
La Place des Célestines est un espace public piétonnier situé dans le centre de la ville de Namur en Belgique. Au cœur du quartier dit « des Casernes » de la vieille ville, la place est dominée sur son côté sud-occidental par le bâtiment de l’ancien couvent des religieuses célestines. La place fut aménagée dans le jardin de l'ancien couvent, d'où son nom.

## Histoire
Les religieuses annonciades, dites « Célestes » (ou « Célestines ») à cause de la couleur bleu-ciel de leur habit religieux, arrivent à Namur en 1631. Leurs bâtiments conventuels sont construits de 1635 à 1658, entre les deuxième et troisième enceintes de la ville. Le couvent est supprimé par Joseph II en 1784 dans le cadre de sa politique joséphiste de suppression des couvents inutiles (les ordres contemplatifs), et les bâtiments affectés à d’autres fonctions tout au long du XIXe et XXe siècles. Une partie du jardin est transformée en place publique.

## Description
Le bâtiment de pierre mosane de l’ancien couvent (XVIIe siècle) est imposant et domine tout le côté sud-occidental de la petite place qui ressemble plutôt à un enclos, étant entièrement fermée au trafic automobile. Sur les trois autres côtés les bâtiments résidentiels sont de construction récente. Deux passages permettent d’accéder à la place. Celui qui rejoint la rue du Premier lanciers est couvert. L’autre conduit à la rue du Lombard.
La place est entièrement pavée. Quelques sièges invitent à la convivialité. 
La place a été réaménagée au début des années 2000, avec notamment un parking sous la place. 
Tout le bâtiment des Célestines est occupé (en 2022) par le cabinet du vice-président de la Région wallonne, dont l’adresse officielle est 1 place des Célestines.
La place comporte une fontaine, dont la rénovation, envisagée en 2021, a été reportée.